# Cesáreo Cardozo
Cesáreo Ángel Cardozo (Hurlingham, Buenos Aires; 27 de febrero de 1926 - Capital Federal, 18 de junio de 1976) fue un militar argentino, perteneciente al Ejército, que alcanzó el rango de general de brigada. Fue agregado militar en Chile, delegado de la Junta Militar en el Ministerio del Interior y jefe de la Policía Federal (marzo-junio de 1976) durante la dictadura militar autodenominada «Proceso de Reorganización Nacional». Murió víctima de un bombazo del Ejército Montonero.

## Carrera militar
Cardozo ingresó en el Colegio Militar de la Nación (CMN) el 25 de febrero de 1944 y egresó el 22 de agosto de 1947 con el grado de subteniente en la rama de infantería. Tuvo sucesivos destinos en Escuela de Infantería (Ec I), CMN y Regimiento de Infantería 7 (RI-7). Estudió en la Escuela Superior de Guerra (ESG) y obtuvo el título de oficial de Estado Mayor. Luego de diversos destinos y ya con el grado de coronel fue designado subdirector de la ESG y luego, director de Enseñanza del cuerpo de comando del Comando de Institutos Militares. También fue agregado militar en Chile y el 31 de diciembre de 1975 ascendió a general de brigada. Tras el golpe de Estado de 1976, la Junta Militar lo designó delegado en el Ministerio del Interior. El 6 de febrero de 1976 fue nombrado director de la Escuela Superior de Guerra y el 31 de marzo se lo designó Jefe de la Policía Federal. Al comentar la decisión del gobierno en 2011 de cambiar la denominación de una escuela de policía que llevaba su nombre, el periódico Página 12 opinó que el nombre de Cesáreo Cardozo está asociado con la represión al servicio del terrorismo de Estado.

## Su homicidio
El 18 de junio de 1976 una compañera de una de sus hijas que frecuentaba su casa, Ana María González, de 18 años de edad, colocó una bomba de 700 gramos de trotyl bajo el colchón de la cama de Cardozo que al estallar le causó la muerte, así como heridas a su esposa Susana Beatriz Rivas Espora. Fue ascendido post mortem al grado inmediato superior.

## Repercusiones
El atentado contra Cardozo, considerado el tercer hombre de importancia en la lucha contra la guerrilla, tuvo cobertura internacional y nacional. El diario La Nación en su editorial del 19 de junio de 1976 titulado “Crimen y traición” se refirió al hecho desde el punto de vista de la traición “una palabra tremenda, que bajo cualquier circunstancia resume la mayor descalificación posible de que pueda ser moralmente objetó una persona. La traición convierte en alguien despreciable al autor del más leve de los delitos, y cuando la traición es vehículo del crimen, ya nadie duda que se ha descendido al más ruin de los comportamientos humanos”. Por su parte la nota editorial del Buenos Aires Herald que reprodujo La Opinión del 20 de junio titulada “El crimen más detestable” afirma que 

“fue el crimen más detestable pero fácil y sin riesgos para aquellos que colocaron la bomba en manos de esa joven chica”, advierte que “no debe permitirse que el terrorismo pueda triunfar en esto. Por eso debemos evitar el caer en su trampa actuando de manera exagerada y sin pensar. Los fines que persigue la subversión no son solamente aterrorizar, sino también suscitar la represión indiscriminada, con el objeto, según las esperanzas de los terroristas, de debilitar el apoyo que la población confiere a las fuerzas armadas.” (…) “Debemos tratar que nuestra ira no nuble nuestra inteligencia, haciendo que nuestra respuesta sea templada como el acero; enérgica, pero flexible. Pero recordemos que todos estamos involucrados en esta lucha. Nuestra fuerza es nuestra decencia. Su debilidad es su vileza. Nuestra defensa, basada en los altos valores y las más nobles tradiciones de nuestra sociedad, puede ser inexpugnable.”

## La investigación
La autora del homicidio Ana María González era hija de un médico que trabajaba en el Hospital de San Fernando. Al acudir la policía a su domicilio comprobaron que tanto ella como su hermano de 21 años y sus padres lo habían abandonado y cinco días después del hecho la casa fue volada con explosivos por personas desconocidas.
El 16 de agosto de 1976 la revista Cambio 16 publicó un reportaje en el cual González y el dirigente de Montoneros Horacio Mendizábal dieron detalles del hecho. Afirmaron que, con conocimiento de sus superiores, la joven se había acercado a la hija de Cardozo y había captado su amistad. Señaló que un mes después había sido detenida por la policía cuando concurría a una cita pero fue dejada en libertad cuando invocó su relación con la familia Cardozo. Aprovechó que era recibida en el domicilio del Jefe de Policía para introducirse en su dormitorio con un pretexto y dejar la bomba armada. Imputó a Cardozo “el secuestro, tortura y muerte de decenas de compañeros”.
El 4 de enero de 1977 a las 10,30 horas, mientras integraba un grupo que realizaba un control de tránsito próximo a la fábrica Chrysler en San Justo, provincia de Buenos Aires, el soldado conscripto Guillermo Félix Dimitri fue muerto a balazos efectuados desde un coche que se desplazaba a alta velocidad ocupado por Ana María González y dos hombres. Las fuerzas de seguridad repelieron la agresión e hirieron seriamente a uno de los hombres y a la joven, que falleció horas después en un refugio de la organización y su cuerpo fue cremado por sus compañeros.